# Disgusting Food Museum
Disgusting Food Museum är en utställning av världens äckligaste mat. Utställningen visades på Slagthuset MMX i Malmö 29 oktober 2018 – 27 januari 2019, flyttade sommaren 2019 in som  permanent utställning  i köpcentret Caroli och flyttade till Södra Förstadsgatan 2 under sommare 2021.
Utställningen innehåller 80 olika rätter från hela världen, bland annat rostade marsvin från Peru, osten Casu marzu från Sardinien, surströmming från Sverige och Hákarl från Island. 
En andra temporär utställning i Los Angeles öppnade den 9 december 2018, en temporär utställning öppnade i Nantes 25 september 2019, en permanent utställning öppnade i Berlin 29 maj 2021 och en temporär utställning öppnade i Bordeaux 12 juni 2021.
Museidirektör är Andreas Ahrens och kurator är Samuel West, även känd från Museum of Failure.
Utställningen har blivit omskriven i bland annat The New York Times, Washington Post, Vox, Lonely Planet och Metro, Atlas obscura, New Yorker och flera andra mediabolag.